# Евреинова, Анна Михайловна
А́нна Миха́йловна Евре́инова (4 [16] июня 1844, Санкт-Петербург — 13 [26] февраля 1917, Гатчина) — русский юрист, публицист, издатель.

Первая из русских женщин, получившая степень доктора права (в Лейпцигском университете); изучала обычное право южных славян, о котором и поместила несколько статей в «Юридическом вестнике», в «Журнале гражданского и уголовного права» (1884, кн. 3 и 7).

## Биография
Отец Анны Михайловны — петергофский комендант, генерал-лейтенант Михаил Григорьевич Евреинов пытался выдать дочь замуж против желания, из-за чего та собиралась покончить с собой. Но получив письмо из Гейдельберга от Софьи Ковалевской, которая сама в своё время с помощью фиктивного брака освободилась от опеки семьи, Евреинова тайно уезжает за границу. Поскольку отец не дал ей паспорта, ей пришлось переходить границу пешком — по болотам в прюнелевых туфельках. Разъярённый отец подал жалобу в III отделение, чем вызвал массу пересудов в Петербурге. Уже позже, вернувшись дипломированным юристом, Анна Евреинова публиковалась в «Журнале гражданского и уголовного права» и в издании «Друг женщин».
Отдельные публикации «О значении и пределах обычного права при разработке отдельных институтов гражданского уложения» (1883); издавала в 1885—1889 журнал «Северный Вестник».

## Избранные труды
- Реферат А. М. Евреиновой по южно-славянскому праву: (Крат. очерк некоторых памятников юж.-слав. права): Чит. в заседании Моск. юрид. о-ва. — [М.]: тип. К. Индриха, ценз. 1878. — 18 с.
- По поводу вопроса о праве приобретения земель сельскими обществами в общественную собственность: Реф., чит. в Моск. юрид. о-ве д. чл. А. Евреиновой. — М.: тип. Ф. Б. Миллера, 1880. — 24 с.
- О значении и пределах обычного права при разработке отдельных институтов Гражданского уложения: (Реф. д. чл. Спб. юрид. о-ва, А. М. Евреиновой, долож. в засед. Гражд. отд. 12 февр. 1883 г.). — [СПб.]: тип. М-ва пут. сообщ. (А. Бенке), 1883. — 42 с.
- Договорная земледельческая артель, её роль и значение в экономической жизни народа: Ст. д-ра прав Анны Михайловны Евреиновой. — Одесса: тип. «Одес. новостей», 1895. — [2], 15 с.; Отт. из «Одес. новостей»
- Задачи законодательства по отношению к трудовым артелям // Журнал Министерства юстиции. — 1901. — № 7, Сентябрь. — С. 219—246.
- Артельные избы и центральная артельная палата, как посреднические органы труда: (Докл., чит. 17 янв. в Спб. юрид. о-ве) / [А. Евреинова]. — СПб.: тип. В. Демакова, 1902. — [2], 35 с.